# 信濃町立柏原小学校
信濃町立柏原小学校（しなのちょうりつ かしわばらしょうがっこう）は、長野県上水内郡信濃町大字柏原にあった公立小学校。

## 概要
1873年12月20日開校。
信濃町の中央部に位置する。学校の隣には小林一茶の旧宅が、周辺には町役場や黒姫駅がある。
同町内の別の4小学校（信濃町立野尻湖小学校、信濃町立古海小学校、信濃町立古間小学校、信濃町立富士里小学校）と統合して1つの小学校となり、信濃町立信濃中学校との小中一貫教育を2012年4月より開始。
2022年6月、信濃町立信越病院の移転先になることから校舎の解体工事が開始された。
体育館は閉校後信濃町管理の柏原体育館となっている。